# 100mm polní kanón M1944 (BS-3)
100mm polní kanón M1944 (BS-3) (rusky 100-мм полевая пушка обр. 1944 г. (БС-3)) byl sovětský protitankový a polní kanón. Zbraň byla úspěšně nasazena na konci druhé světové války a zůstala ve službě až do 50. let než ji od roku 1955 u sovětské armády začal nahrazovat protitankový kanón T-12 a 85 mm protitankový kanón D-48. BS-3 byl také vyvážen do řady dalších zemí a v některých z nich je stále ve službě. Řada kanónu BS-3 je stále ve skladech ruských pozemních sil. Ještě v roce 2012 bylo nejméně 12 děl BS-3 aktivních u 18. kulometné dělostřelecké divize, která se nachází na Kurilských ostrovech. Používal se jako protilodní kanón nebo dělo proti vylodění. Varianta D-10 byla použita jako tankový kanón v tancích T-54 a T-55.